# Plateros kumatai
Plateros kumatai is een keversoort uit de familie netschildkevers (Lycidae). De wetenschappelijke naam van de soort werd in 1983 gepubliceerd door Takehiko Nakane.